# Ліберія на літніх Олімпійських іграх 2008
Ліберія брала участь у літніх Олімпійських іграх 2008 року в Пекіні одинадцятий раз у своїй історії, але не завоювала жодної медалі. Збірну країни представляла 1 жінка.